# Rheinpark Golzheim

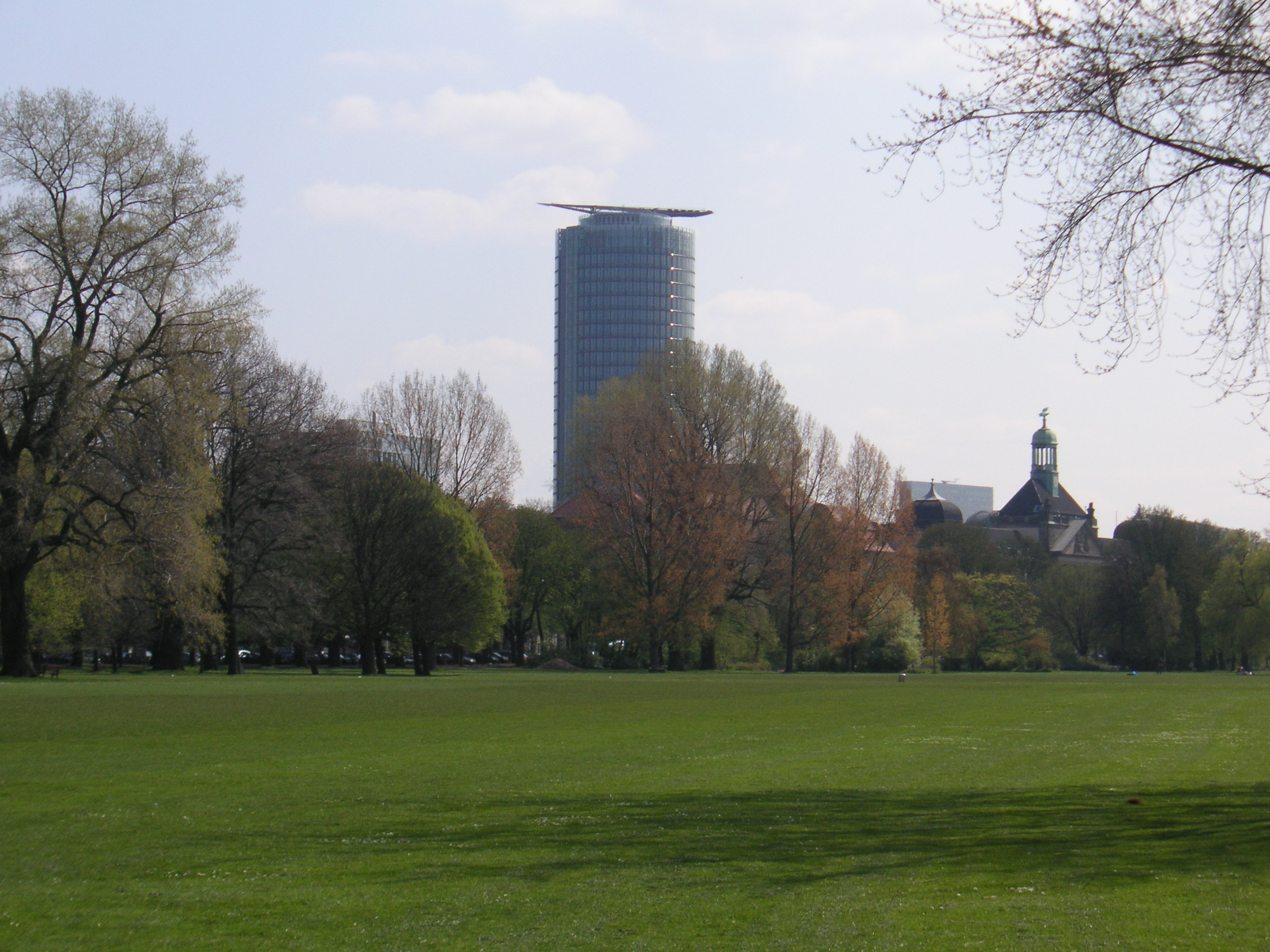
Rheinpark mit Victoria-Tower, Oberlandesgericht und Regierungspräsidium im Hintergrund

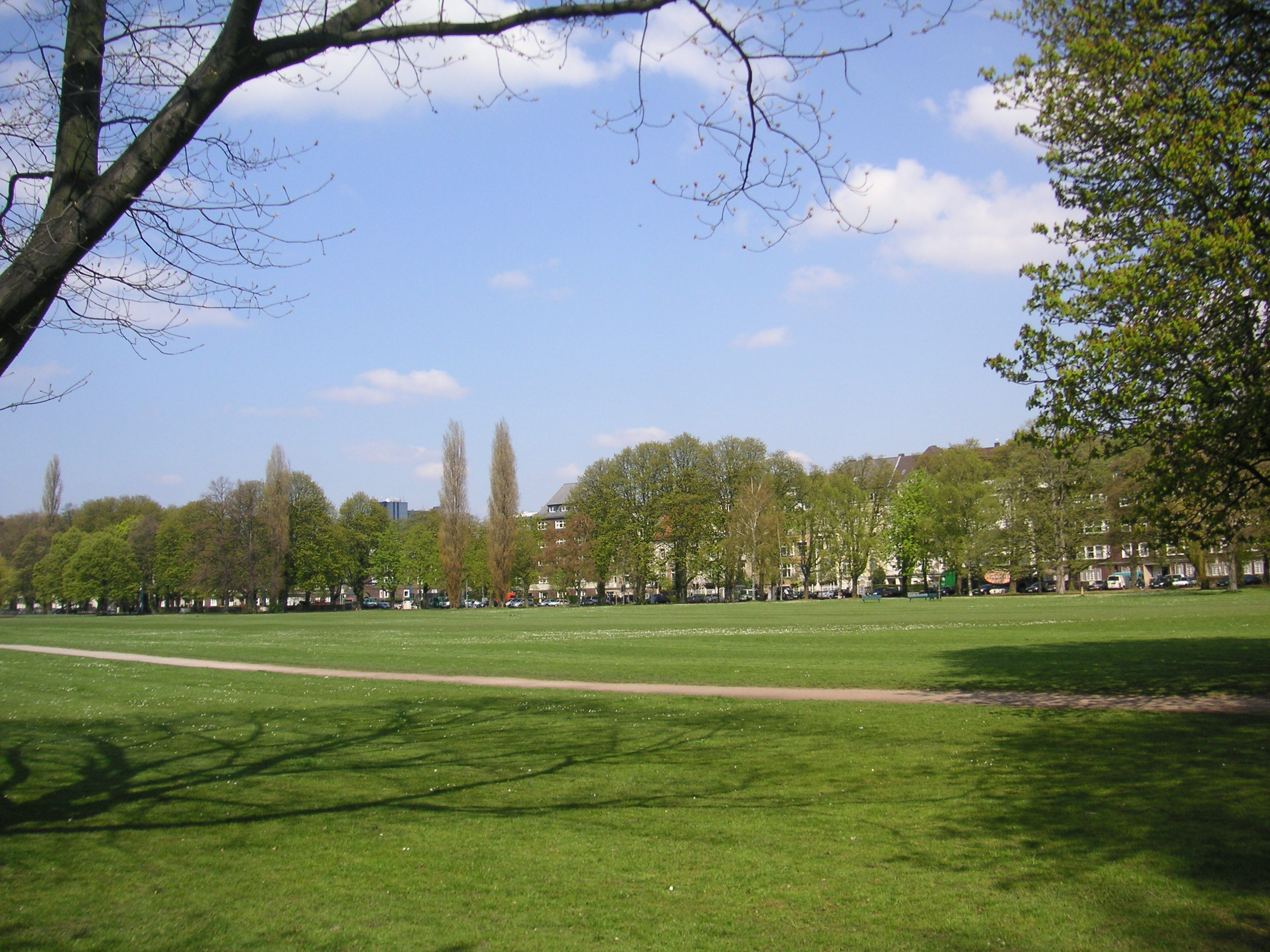
Blick über Rheinparkwiesen nach Nordosten

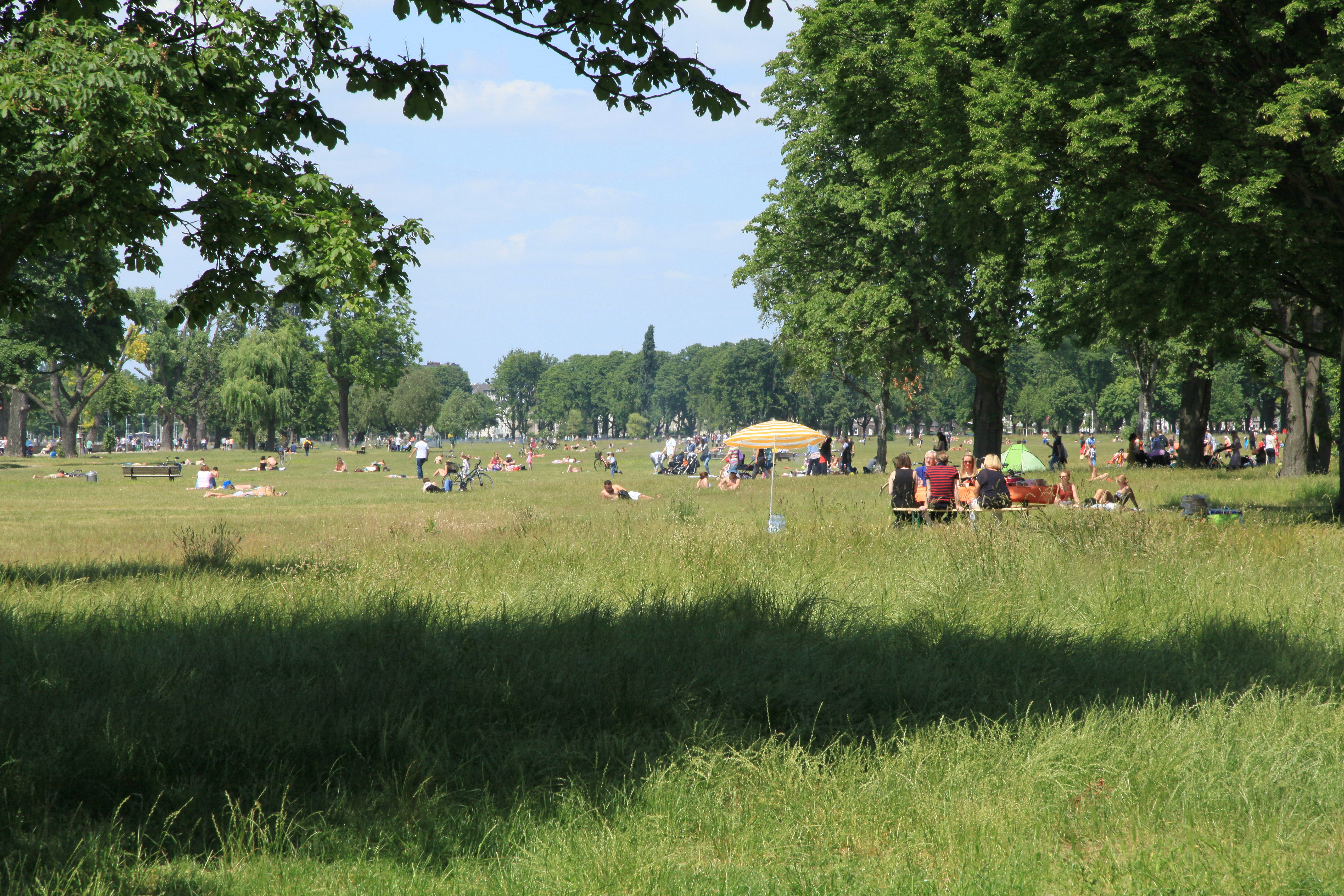
Sommerliche Nutzung des Volksparks als Liege- und Spielwiese

Der Rheinpark Golzheim ist eine Parkanlage in Düsseldorf, die 1906 als Kaiser-Wilhelm-Park von Walter von Engelhardt entworfen und von ihm in den 1920er Jahren nach den Prinzipien des Volksparks weiterentwickelt wurde.
Der Park erstreckt sich vom Stadtteil Pempelfort bis weit in den Stadtteil Golzheim über ca. 1,5 Kilometer entlang des rechten Rheinufers. Seine heutige Gestaltung ist eng mit der Konzeption der 1926 durchgeführten Städtebau- und Gesundheitsausstellung GeSoLei verknüpft. Er wird geprägt durch weiträumige Rasenflächen, durch eine Promenade an einer kunstvoll gestalteten Uferschutzmauer aus Naturstein und einen durch einen größeren, zusammenhängenden Baumbestand entlang der Cecilienallee. Die Promenade bietet einen der besten Ausblicke auf die Düsseldorfer Skyline, den Rhein und die Rheinschifffahrt. Die Rasenflächen umfassen rund 24 Hektar und dienen an warmen Tagen Sonnenbadenden, Picknick- und Grillfreunden als Liegefläche. Spaziergänger, Hundebesitzer, Radfahrer, Jogger und Ballsportler aus aller Herren Ländern sind hingegen auch bei Wind und Wetter anzutreffen. Hundeausläufe und zum Teil auch Kinderspielflächen sind eigens abgezäunt.
Seit 2001 steht die Gesamtanlage unter Denkmalschutz. Am Abend des 9. Juni 2014 wurde der Baumbestand des Parks durch ein Gewitter mit Orkanböen, die das Tief Ela ausgelöst hatte, zu etwa 60 Prozent zerstört. 2022 wurde ein Parkpflegewerk vorgestellt, das die Grundlage für Wiederherstellungs- und Pflegemaßnahmen bildet.

## Geschichte
Bis zum Beginn des 20. Jahrhunderts wurde das Gebiet des heutigen Rheinparks wegen seiner inselartigen Lage zwischen Hauptstrom und einem Altarm des Rheins bei Golzheim, einem dörflichen Vorort Düsseldorfs, Golzheimer Insel genannt. Es befand sich lange in einem naturhaften Zustand und war bei Hochwasser regelmäßig überflutet. Im 19. Jahrhundert wurde es für das Projekt eines zweiten Sicherheitshafens und der Anlage eines Schiffsbauwerks von der Stadt Düsseldorf erworben, nachdem festgestellt worden war, dass der damals bestehende Sicherheitshafen den verkehrlichen Anforderungen nicht mehr genügte. Diese Projekte kamen allerdings nicht zur Ausführung. So entwickelten sich dort nur eine Anlandungstelle bzw. ein kleiner Hafen sowie der Standort des städtischen Schlachthauses mit Hauptzugang an der Schäferstraße, das von 1874 bis 1875 von dem Stadtbaumeister Eberhard Westhofen dort errichtet worden war.
Eine Trockenlegung, Uferbefestigung und erste Anhebung dieses Bereichs erfolgte im Zuge der Rheinufervorschiebung ab 1899. Ziel war Landgewinn für die Industrie- und Gewerbeausstellung Düsseldorf 1902. Die Überplanung der Golzheimer Insel als Ausstellungsgelände hatte Heinrich Lueg nach einer Idee des Malers Fritz Roeber seit 1898 verfolgt. Auch der Internationalen Kunst-Ausstellung und Grossen Gartenbau-Ausstellung 1904 mit Kunstpalast diente das aufgeschüttete Terrain als Ausstellungsfläche.
1906 erfolgte die Ausgestaltung als Kaiser-Wilhelm-Park nach Plänen von Walter von Engelhardt, Direktor des Gartenamts Düsseldorf. 1913 wurde auf dem Gelände die Große Ausstellung 1915 – 100 Jahre Kultur und Kunst geplant und mit den Bauten unter der Leitung von Wilhelm Kreis begonnen. Mit Beginn des Ersten Weltkriegs wurden die Arbeiten abgebrochen.
Weil das Gelände gleichwohl noch hochwassergefährdet war, wurde es 1925 im Zuge der Vorbereitung der GeSoLei erneut aufgestockt und mit einer Schutzmauer gesichert. Als Zeichen für die Bändigung des Hochwassers wurde eine Stahlskulptur in Form einer Schlange, die hinter dem Kopf durch einen Stab gehalten wurde auf der Mauer installiert. Die Idee hatte Baurat Hans Reissinger, der Entwurf ist von Bildhauer Richard Langer. Dazu mussten drei Mannesmann-Rohre von je 12 Zentimeter Durchmesser für den 25 Meter langen Körper gebogen werden. Starke Knotenbleche bilden Ober- und Unterkiefer, und wuchtige Nieten dienen als Augen und die Zunge misst knapp 80 Zentimeter. Der ganze Kopf wiegt 350 Kilogramm.
Nach der GeSoLei, während der es abermals durch Ausstellungshallen bebaut war, wurde das Gelände als Volkspark wieder hergerichtet. Zusammen mit den von Wilhelm Kreis entworfenen Dauerbauten der GeSoLei – der Rheinhalle, dem Reichsmuseum, dem Kunstmuseum am Ehrenhof und der Rheinterrasse – bildet der Rheinpark Golzheim bis heute einen entscheidenden Beitrag zur Rheinufergestaltung, als Fortsetzung der Altstadtfront und als das Gegenstück der zu Beginn des 20. Jahrhunderts noch jungen Bebauung Oberkassels. Zeitweise gefährdet war diese räumliche Einheit durch den Neuordnungsplan Düsseldorf 1949, den der Verkehrs- und Stadtplaner Friedrich Tamms für den Wiederaufbau Düsseldorf entwickelt hatte. Demnach sollte der Rheinpark in Verlängerung der Klever Straße durch eine Hauptverkehrsachse überbaut und tranchiert werden, um dort die Stadtteile Pempelfort und Golzheim mit dem gegenüber liegenden Niederkassel durch eine weitere Rheinbrücke zu verbinden.

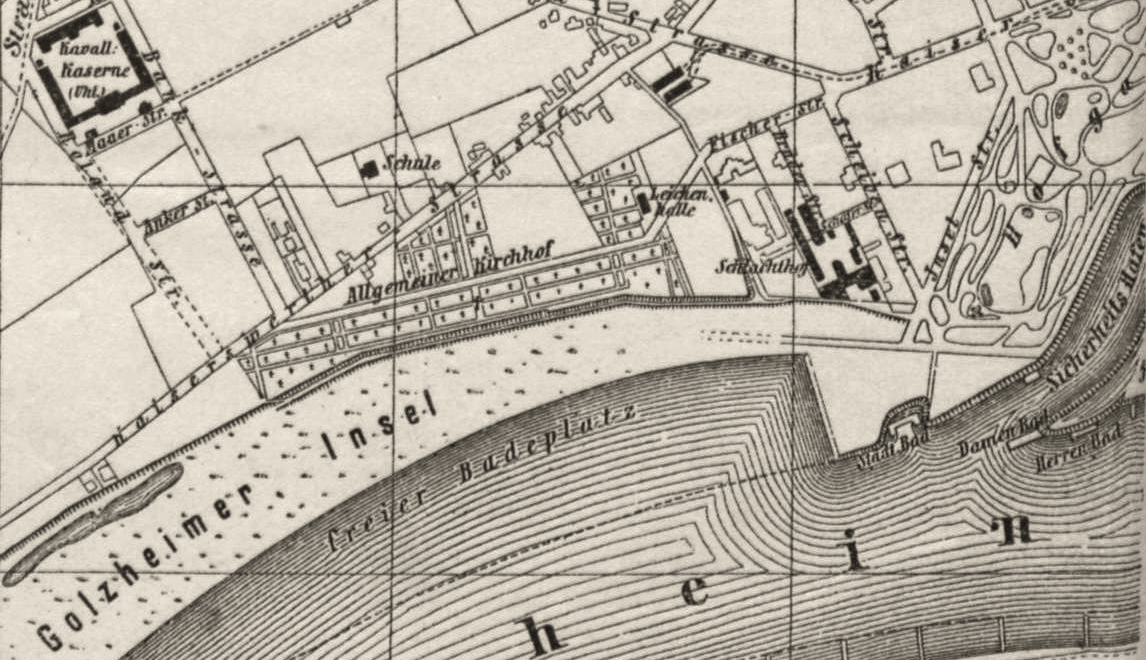
Allgemeiner Kirchhof, Schlachthof, Badeplätze an der Golzheimer Insel und Sicherheitshafen, 1888
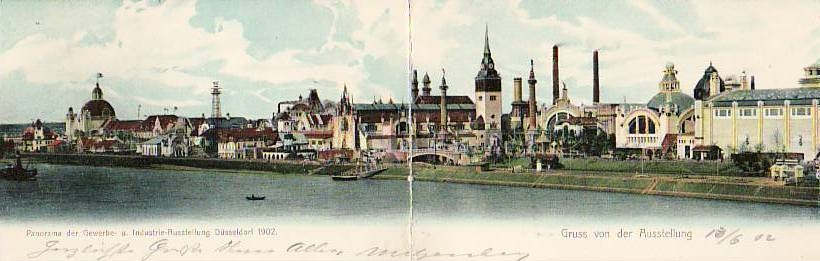
Panorama der Industrie- und Gewerbeausstellung Düsseldorf 1902, Ansicht von der Oberkasseler Brücke
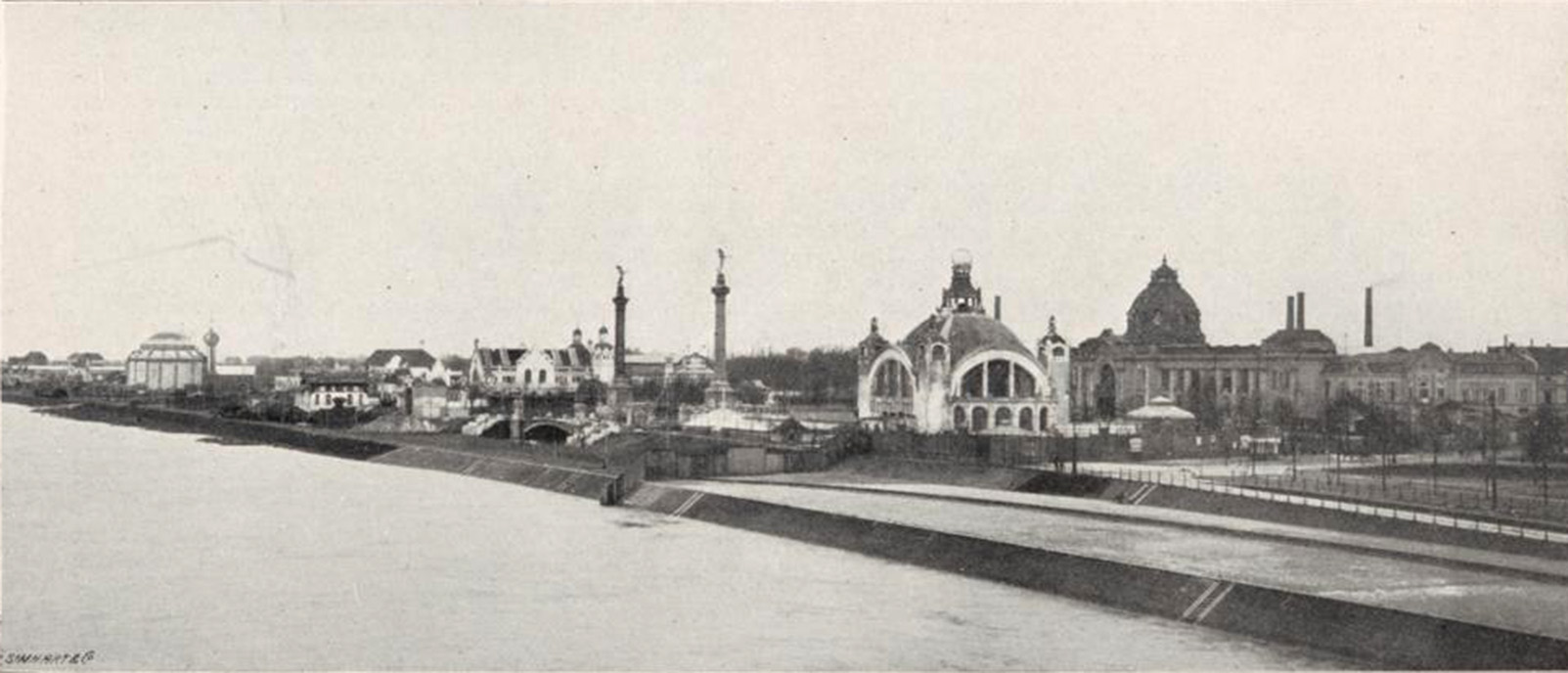
Pempelforter Rheinufer im Bereich der Golzheimer Insel während der Internationalen Kunstausstellung und großen Gartenbau-Ausstellung 1904
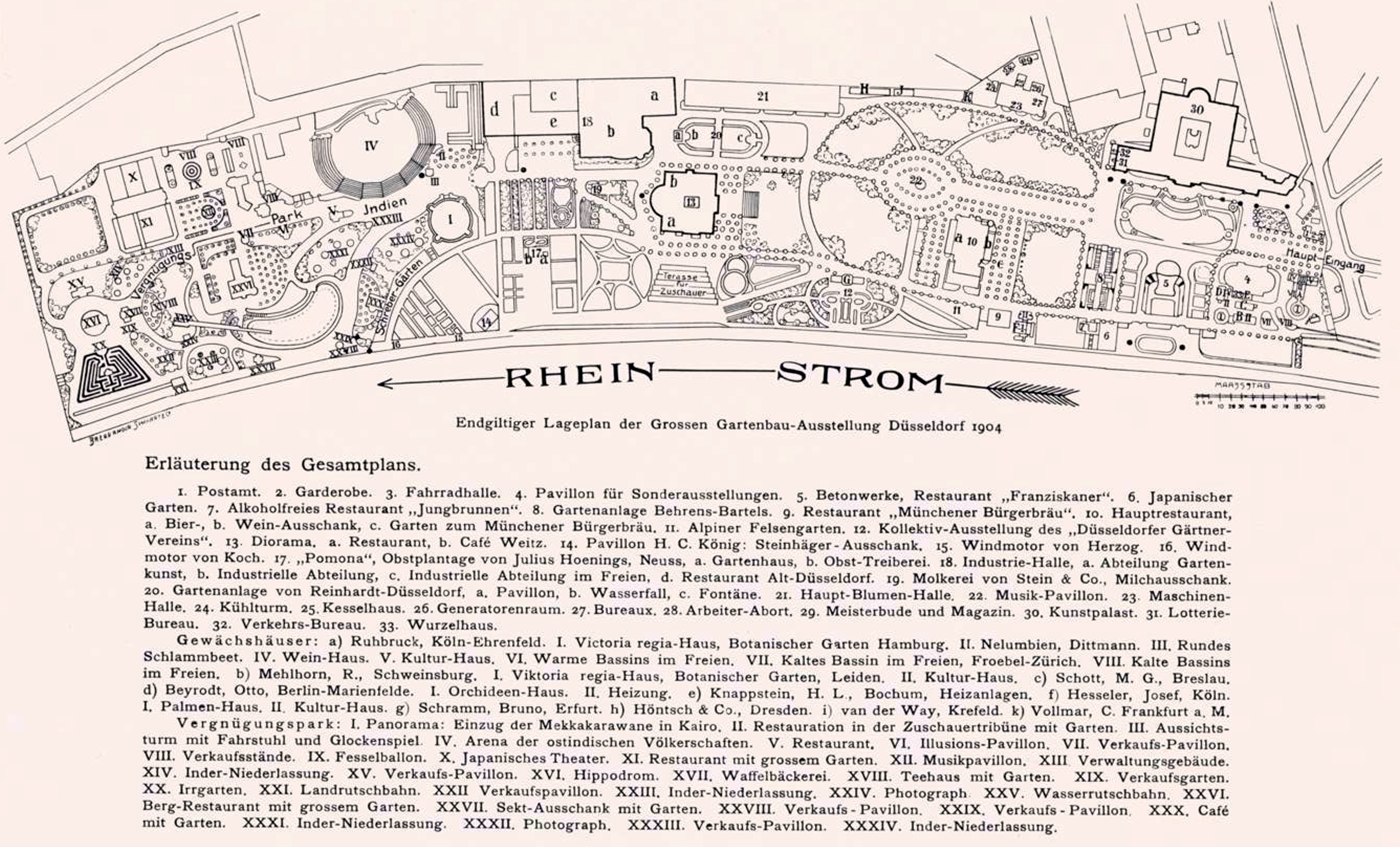
Lageplan der Ausstellungsanlage 1904
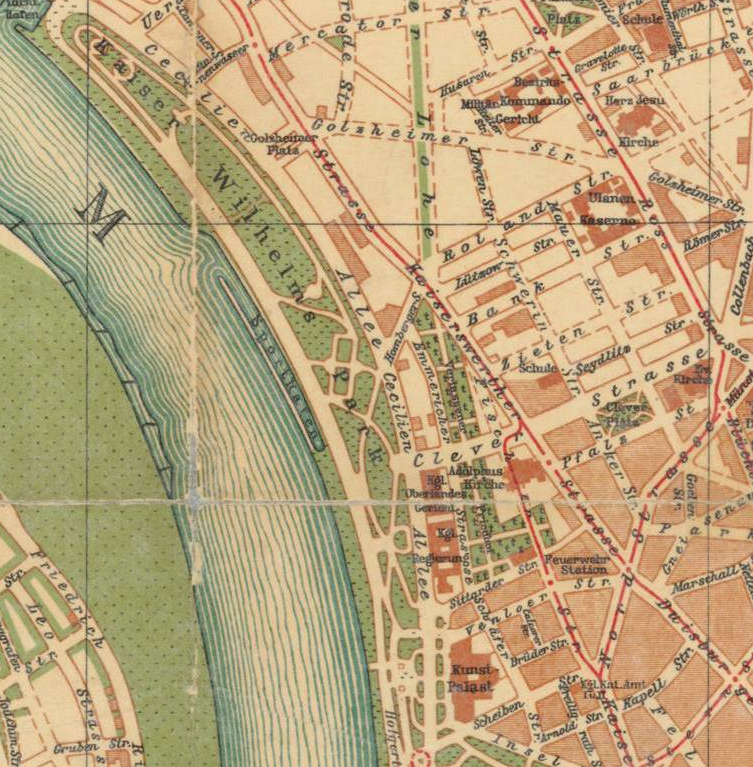
Darstellung des Kaiser-Wilhelm-Parks in einem Stadtplan von 1909
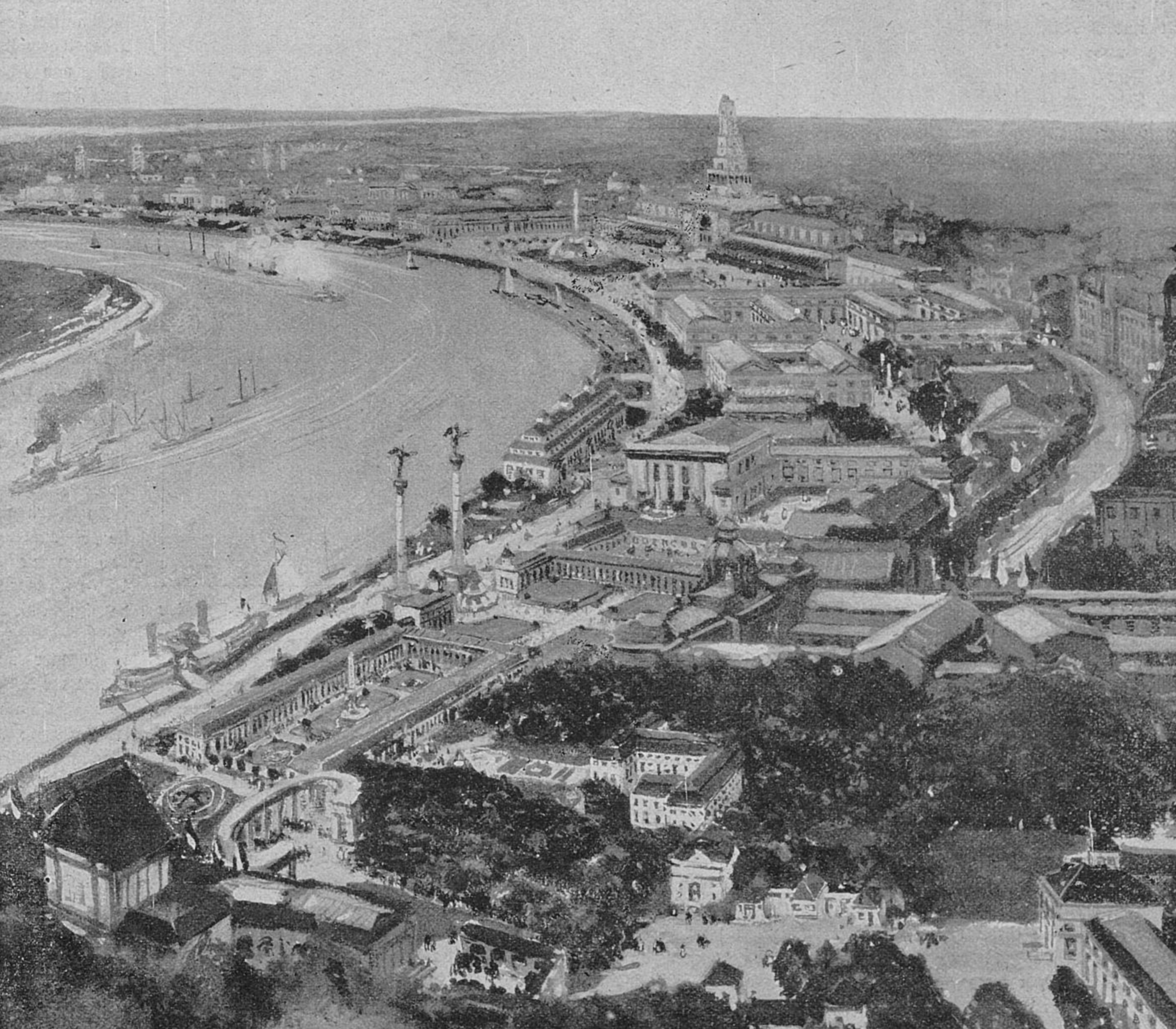
Gesamtansicht der Großen Ausstellung Düsseldorf 1915. Nach einem Aquarell von Heinrich Hermanns (1914)
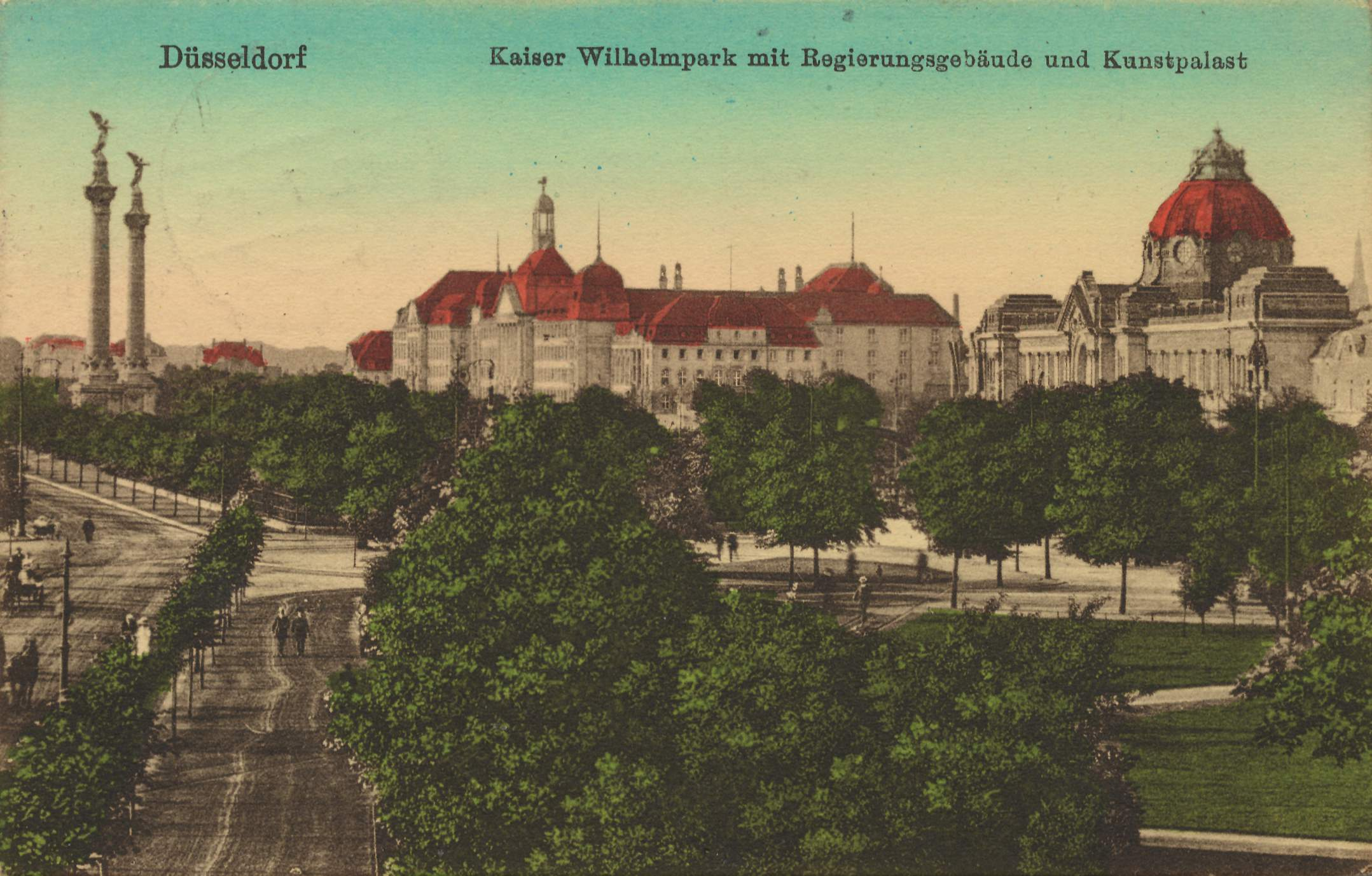
Kaiser-Wilhelm-Park mit dem Ensemble von Regierungsgebäude (Mitte), Kunstpalast (rechts) und Oberlandesgericht Düsseldorf (links) auf einer kolorierten Postkarte, 1917

## Gestaltung

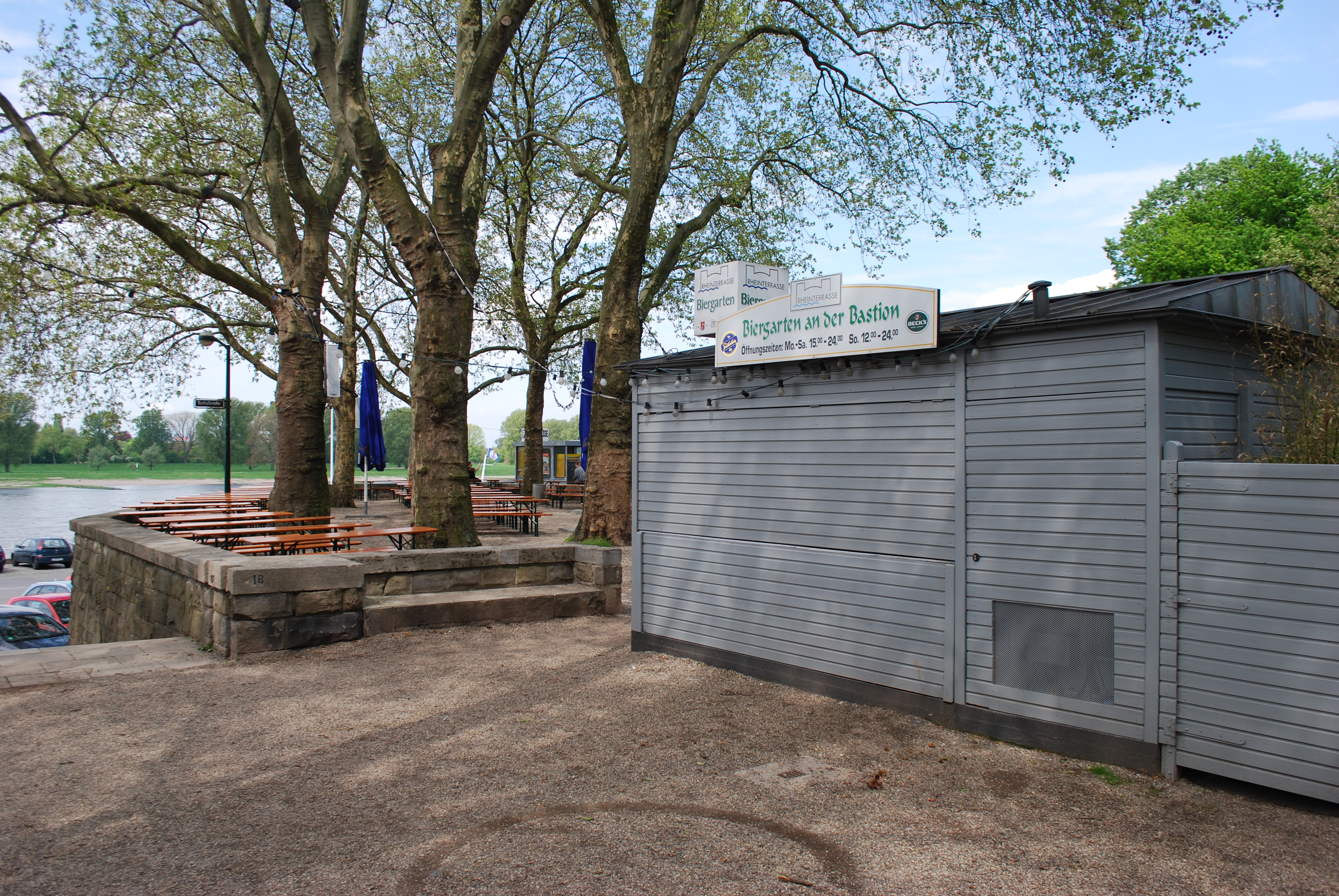
Biergarten

Mehrere Treppen hinab zum Rheinufer liegen am Ende von Querwegen, die jeweils auf eine expressionistische Schmuckvase aus Muschelkalkstein auf der Schutzmauer als Point de vue ausgerichtet sind und die die weiträumigen Rasenflächen in Abschnitte gliedern. Am Südende des Rheinparks befinden sich die Rheinterrassen, ein städtischer Gebäudekomplex mit Veranstaltungsräumen in einem Stil zwischen Backsteinexpressionismus und Neoklassizismus. Vor einigen Jahren wurde dieser Komplex durch einen modernen Hallenanbau nach Norden erweitert. Dort liegen auch eine große Freitreppe und eine Rampe, die zum Rheinufer führen, sowie von Platanen beschattete Terrassen, die sommers als Biergarten dienen. Das Nordende des Rheinparks wird durch die Theodor-Heuss-Brücke beherrscht. Hier rahmt die Brücke ein Landschaftsfenster, das über mehrere Kilometer hinweg den Blick auf die typisch niederrheinische Flusslandschaft von Lörick und Büderich freigibt.
Der Baumbestand des Rheinparks ist vielfältig: Entlang der Straße verläuft eine Kastanienallee, an den Rändern der Spiel- und Liegewiesen sind in Gruppen Weiden, Ahorne, Platanen, Pappeln, Birken und weitere Baumarten angeordnet. In den Wiesen an der Kastanienallee wurden vor kurzem großflächig Krokusse eingepflanzt, die fortan alljährlich am Ende des Winters als breites violettes Band aufblühen. Auch Halsbandsittiche, die besonders an Sommerabenden im Rheinpark zusammenschwärmen und dort ihre spektakulären Flugbewegungen durchführen, ziehen die Aufmerksamkeit der Besucher auf sich.
Die Wiese am Südende des Rheinparks dient häufig Zirkusveranstaltungen als Standort, in den letzten Jahren war dies jener des Circus Roncalli. Am Rheinufer wird seit mehreren Jahren in den Sommermonaten ein Open-Air-Kino errichtet.

## Robert-Lehr-Ufer

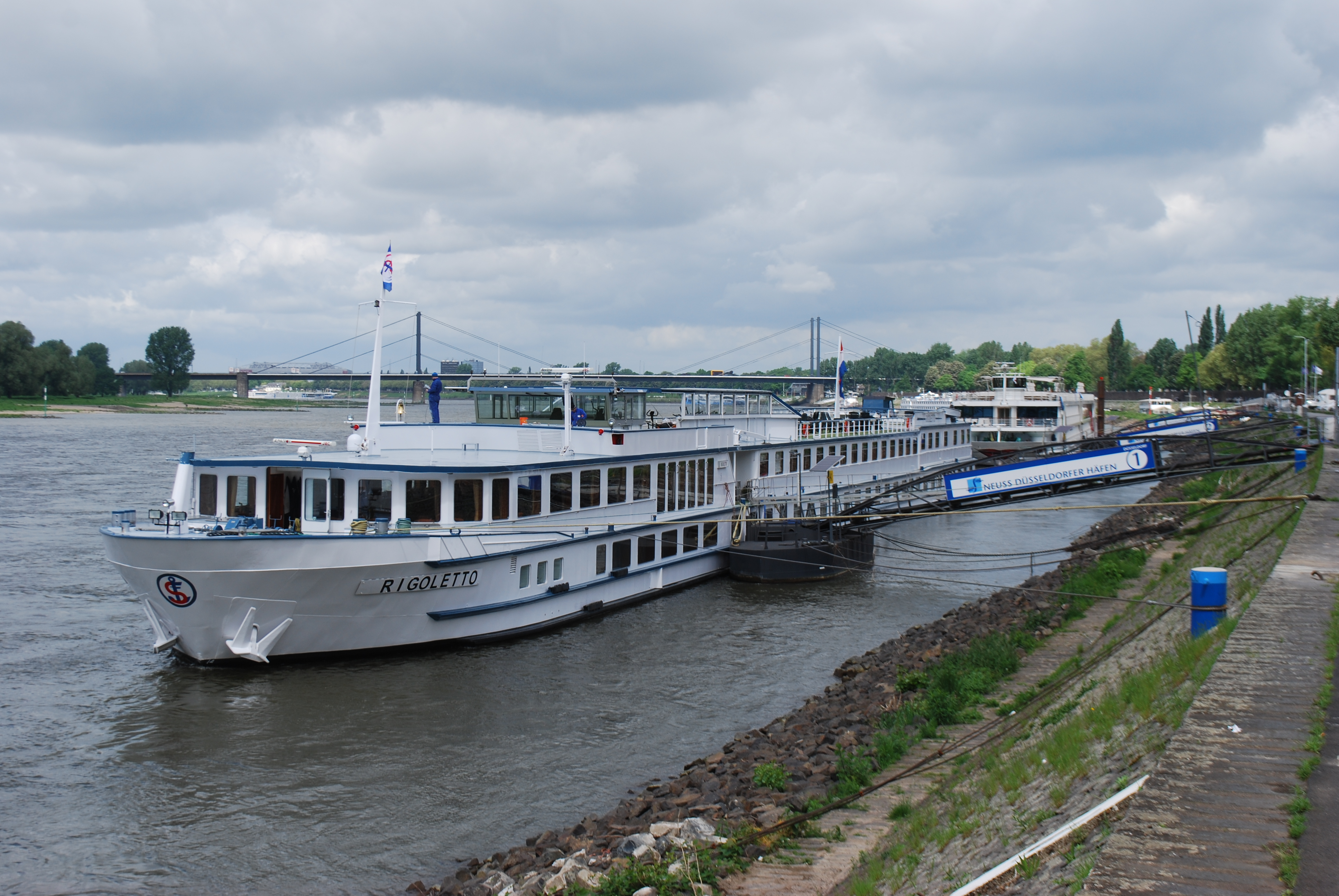
Schiffsanleger am Robert-Lehr-Ufer

Entlang des Rheinufers und unterhalb des Parks verläuft das Robert-Lehr-Ufer. Es ist benannt nach dem Oberbürgermeister Robert Lehr, unter dessen Regierung in den 1920er Jahren die städtebauliche Entwicklung Düsseldorfs zur modernen Großstadt maßgeblich vorangetrieben wurde. An dieser Uferstraße liegen Anlegestellen für Passagierschiffe, die – besonders zu den Zeiten der großen Messen – von Hotelschiffen genutzt werden. Ferner befindet sich dort auch der Sporthafen Golzheim, in dem die Anlagen verschiedener Wassersportvereine untergebracht sind.

## Kunstobjekte
Eine Reihe von Kunstobjekten tragen zur Gestaltung der Anlagen bei, unter anderem:
- Hochwasserschlange (1929), 25 m lange Stahlplastik von Richard Langer auf der Rampe der Uferschutzmauer, die zum Robert-Lehr-Ufer hinabführt
- fünf expressionistische Schmuckvasen aus Muschelkalk auf der 1928 errichteten Uferschutzmauer: Radschläger von Willi Hoselmann, Nibelungen von Ferdinand Heseding, Erdarbeiten von Ernst Gottschalk, Gartenarbeiten von Ernst Gottschalk sowie Rheinsagen von Ferdinand Heseding (Reihenfolge von Süd nach Nord)
- Rheinschiffer um 1850 (1930er Jahre), lebensgroße Figur aus Muschelkalk von Emil Jungblut, aufgestellt 1970 auf einem Sockel der Einfriedung am Biergarten auf der Nordseite der Rheinterrasse anstelle von dort früher platzierten Puttengruppen von Willi Hoselmann, die im Zweiten Weltkrieg zerstört wurden
- Großer Kopf (1984), Skulptur aus gebranntem Ton und Basaltlava von Trude Esser (1925–2015), aufgestellt am Rande des Rheinparks gegenüber dem Gebäude der Bezirksregierung Düsseldorf (Ankauf der Stadt Düsseldorf auf der Großen Kunstausstellung Düsseldorf 1990/91)
- Durchbrochene Säule (1961), 6 m hohe Skulptur aus Travertin von Karl Hartung, aufgestellt 1963 südlich der Theodor-Heuss-Brücke[12][13][14]

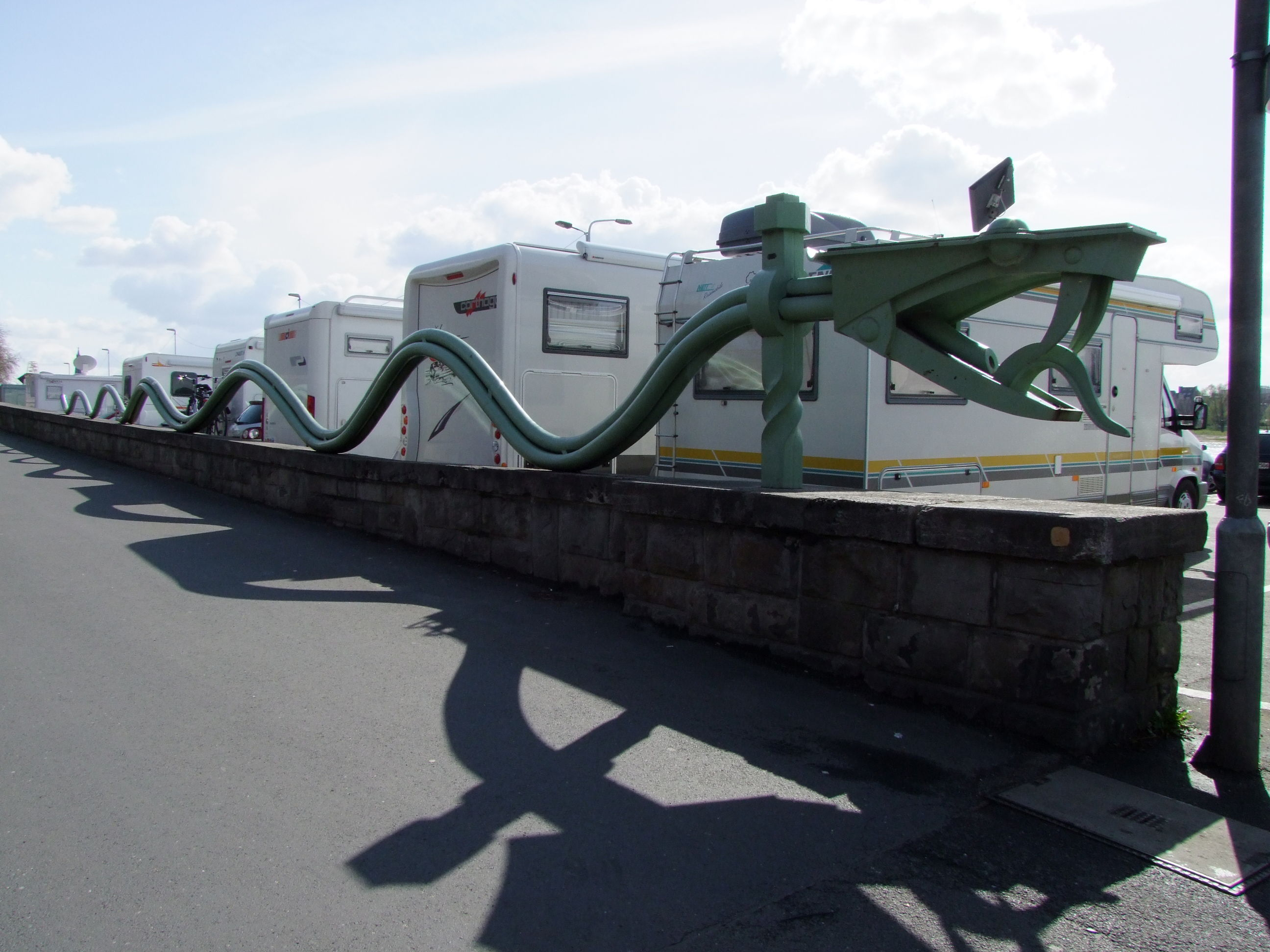
Hochwasserschlange von Richard Langer, 1929
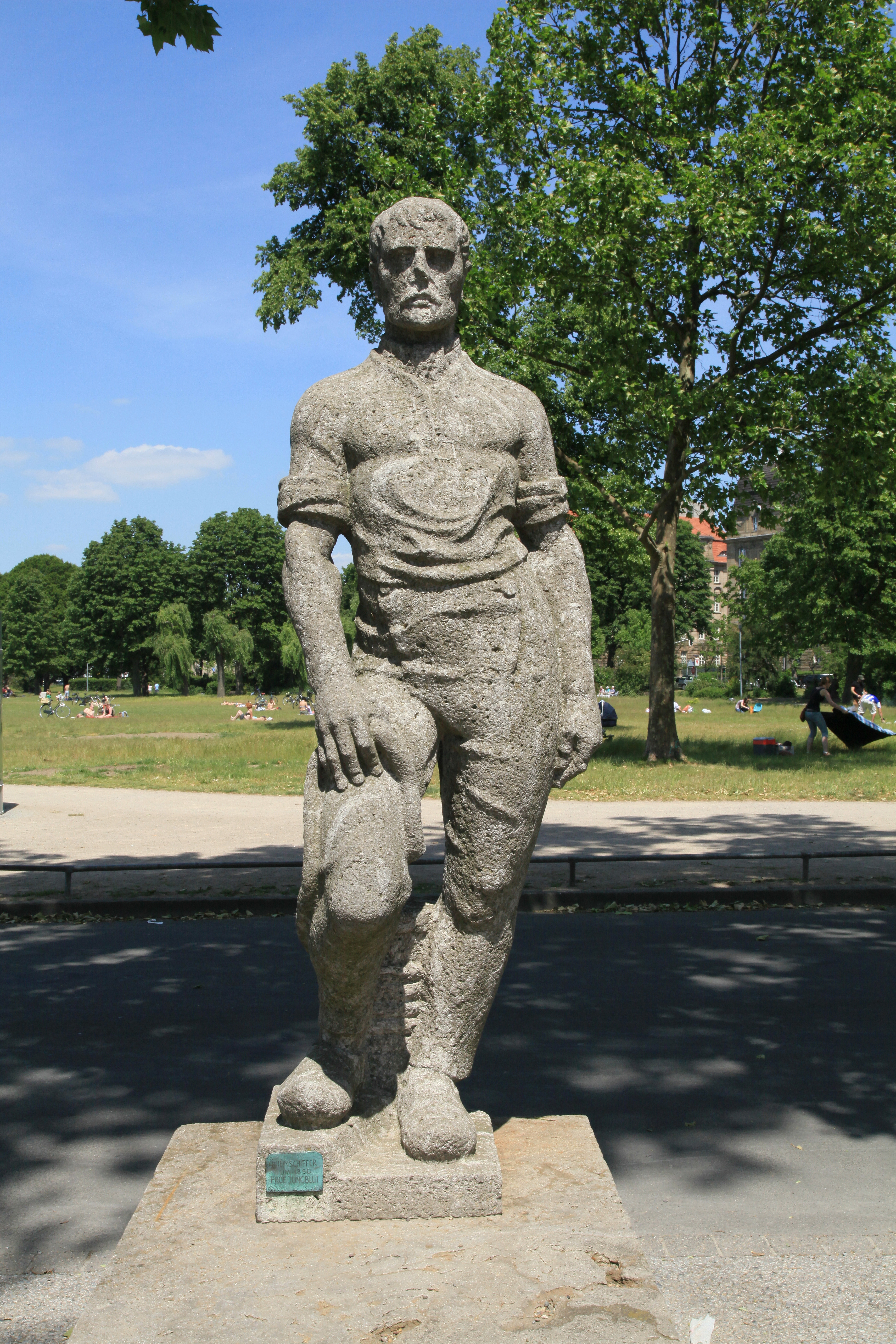
Rheinschiffer um 1850 von Emil Jungblut, 1930er Jahre
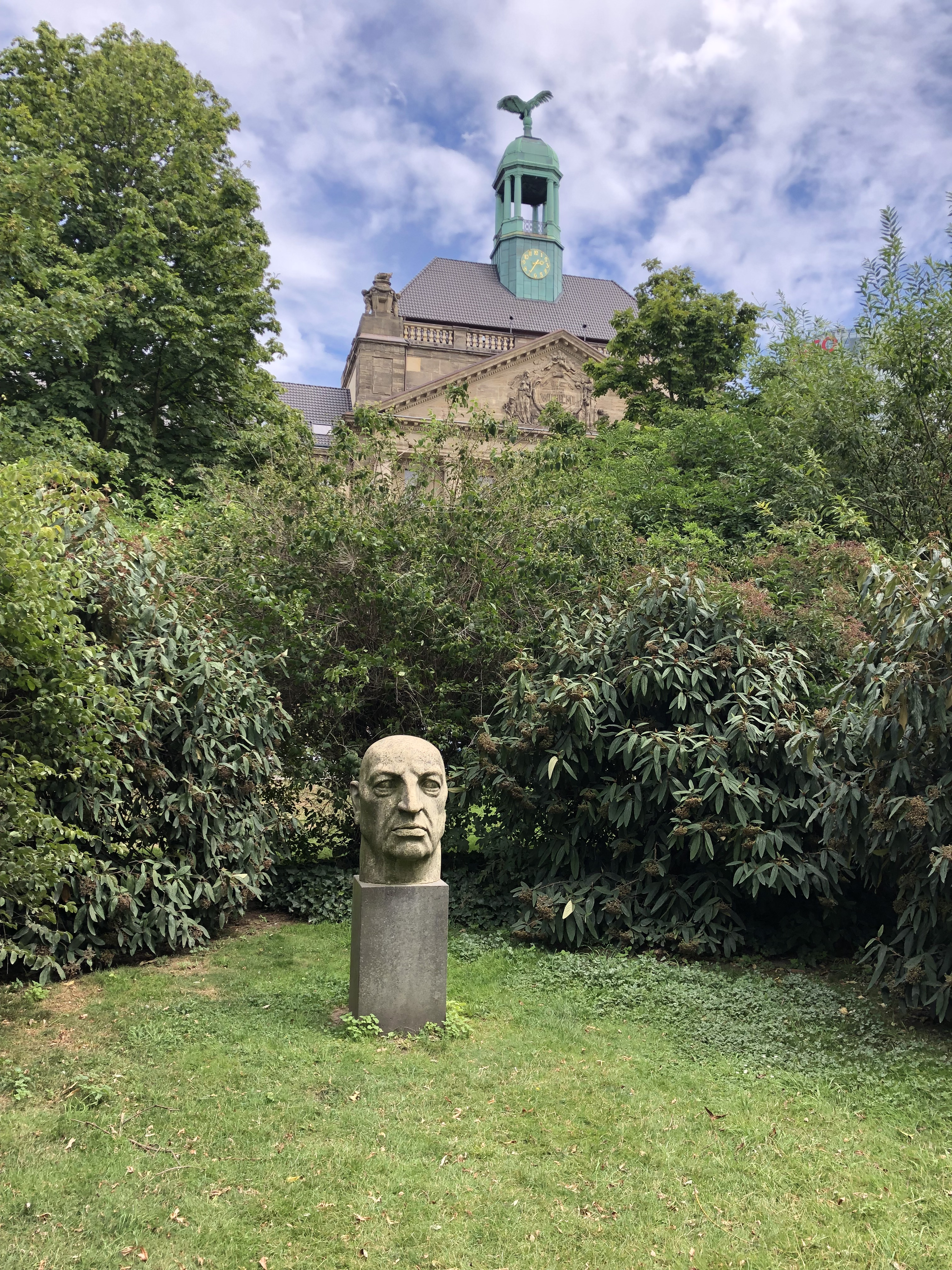
Großer Kopf (Porträt des Bildhauers Josef Mages) von Trude Esser, 1984
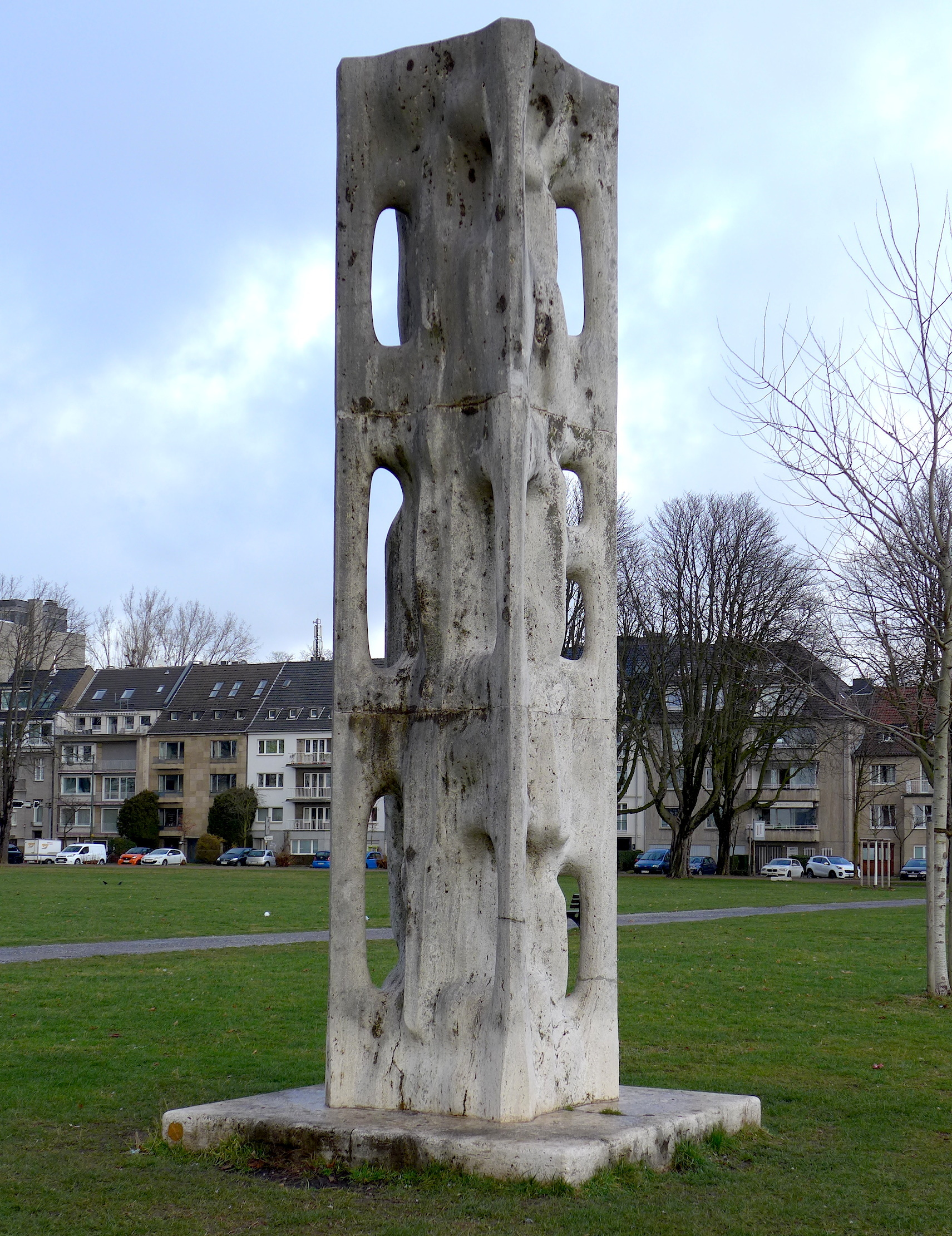
Durchbrochene Säule von Karl Hartung, 1961